# Sebastià Carbonell Martorell
Sebastià Carbonell Martorell (Palma, 1945 -, 13 de gener de 2011), pescador submarí, fou campió del món per equips el 1973 a Cadaqués i Campió d'Europa per equips el 1984 a Palamós. És pare de Pere Carbonell Amengual, també campió del món de la mateixa especialitat.